# 尹祚章
尹祚章（？—？）山东肥城人，清末民初政治人物。

## 生平
尹祚章是清朝增貢，毕业于山東法政學堂。宣统年间，曾任资政院议员。
1917年，尹祚章出任诸城县知事，任至1920年。其间，1919年诸城县知事尹祚章重修超然台。